# (8061) Gaudium
(8061) Gaudium est un astéroïde de la ceinture principale.

## Description
(8061) Gaudium est un astéroïde de la ceinture principale. Il fut découvert le 27 octobre 1975 à l'observatoire Zimmerwald par Paul Wild. Il présente une orbite caractérisée par un demi-grand axe de 3,18 UA, une excentricité de 0,18 et une inclinaison de 2,2° par rapport à l'écliptique.

## Compléments